# Желанный (Тамбовская область)
Желанный — упразднённый посёлок в Гавриловском районе Тамбовской области России. На момент упразднения входил в состав Козьмодемьяновский сельсовет. Упразднен в 2003 г.

## География
Урочище находится в восточной части Тамбовской области, в лесостепной зоне, в пределах Приволжской возвышенности, на левом берегу реки Ира, на расстоянии примерно 7,7 километров (по прямой) к северо-западу от села Гавриловка 2-я, административного центра района.

### Климат
Климат умеренно континентальный, относительно сухой, с холодной продолжительной зимой и тёплым летом. Средняя температура воздуха самого холодного месяца (января) — −11,3 °C (абсолютный минимум — −43 °C); самого тёплого месяца (июля) — 19,7 °C (абсолютный максимум — 39 °С). Среднегодовое количество атмосферных осадков составляет около 500 мм. Продолжительность залегания снежного покрова составляет в среднем 140 дней.

## История
Постановлением Тамбовской областной Думы от 23.09.2003 № 591 посёлок Желанный исключен из учётных данных как, фактически прекративший свое существование.

## Население
Согласно результатам переписи 2002 года, постоянное население в посёлке отсутствовало. 